# Disa pygmaea
Disa pygmaea är en orkidéart som beskrevs av Harry Bolus. Disa pygmaea ingår i släktet Disa och familjen orkidéer. Inga underarter finns listade i Catalogue of Life.